# Strip (Chris Brown)
Strip è un brano musicale del cantante statunitense Chris Brown, a cui collabora il rapper Kevin "K-MAC" McCall, pubblicato come primo singolo estratto dal suo quinto album studio Fortune il 18 novembre 2011. Il brano è stato scritto da Brown e McCall, ed è stato prodotto da Tha Bizness. In precedenza il brano era apparso sul mixtape di Brown, Boy in Detention. Il video musicale del brano è stato diretto da Colin Tilley e filmato a novembre 2011.

## Tracce
- Download digitale[5]

1. Strip featuring Kevin McCall – 2:49

## Classifiche
| Classifica (2011/2012)               | Posizione più alta |
| ------------------------------------ | ------------------ |
| Australia                            | 76                 |
| Paesi Bassi                          | 95                 |
| Corea del Sud                        | 43                 |
| Regno Unito                          | 78                 |
| Stati Uniti                          | 37                 |
| US Hot R&B/Hip-Hop Songs (Billboard) | 3                  |